# Черевко Олексій Костянтинович
Олексій Костянтинович Черевко (рос. Алексей Константинович Черевко; 7 лютого 1923 — 30 січня 2011) — радянський воєначальник, генерал-лейтенант (26.04.1984).

## Життєпис
Народився в селі Лукашовка, нині Хорольського району Приморського краю Росії. У 1937 році сім'я перебралась на будівництво селища Боєць Кузнєцов поблизу Находки. Семирічку закінчив у селі Єкатериновка. Після закінчення школи працював на залізничній станції.
До лав РСЧА призваний Будьоновським РВК 6 жовтня 1941 року. Пройшов курс навчання в 253-й окремій курсантській стрілецькій бригаді 25-ї армії.
На фронтах німецько-радянської війни з 1942 року: командир відділення автоматників, заступник командира взводу, виконував обов'язки командира взводу. У 1943 році в бою на Харківщині був поранений, після одужання повернувся в діючу армію, як командир башти важкого танку КВ.
Наприкінці 1943 року вступив до 2-го Саратовського танкового училища, яке закінчив з відзнакою. Обіймав посади командира навчального взводу, помічника начальника штабу батальйону, командира навчальної роти. У березні 1945 року призначений командиром 1-го танкового батальйону 135-го танкового Єльнинського полку 28-ї механізованої дивізії.
У 1949 році закінчив Вищу офіцерську школу самохідної артилерії. Після закінчення Військової академії бронетанкових військ у 1959 році пройшов шлях від командира танкового батальйону, начальника штабу танкового полку, командира танкового полку до начальника Самаркандського вищого танкового командного училища і заступника командувача військами Туркестанського військового округу.
У 1968—1969 роках полковник О. К. Черевко проходив службу на посаді заступника головного військового радника і радника при начальникові Генерального штабу Збройних сил Єменської Арабської Республіки.
6 травня 1972 року присвоєно військове звання генерал-майор танкових військ.
З 1976 по 1980 роки знову в «гарячій точці»: спочатку — старший групи радянських військових фахівців у Народній Республіці Мозамбік, згодом — радник міністра національної оборони — головний військовий радник у Мозамбіку. 16 лютого 1979 року присвоєне військове звання генерал-лейтенант танкових військ.
Після виходу у відставку в 1981 році зайнявся літературною діяльністю. О. К. Черевко — автор книги про Г. К. Жукова «Военный гений России» та книги спогадів «Военный советник».
Мешкав у Сімферополі, де й помер. Похований на сімферопольському кладовищі Абдал-1.

## Нагороди
Нагороджений орденом Вітчизняної війни 1-го ступеня (11.03.1985), трьома орденами Червоної Зірки (30.12.1956, 23.09.1968, 21.02.1974), орденом «За службу Батьківщині у Збройних Силах СРСР» 3-го ступеня і медалями, в тому числі двома «За відвагу» (15.08.1943, 24.08.1943).